# Kuronezumia leonis
Kuronezumia leonis es una especie de pez de la familia Macrouridae en el orden de los Gadiformes.

## Morfología
• Los machos pueden llegar alcanzar los 50 cm de longitud total.

## Hábitat
Es un pez de aguas profundas que vive entre 161-850 m de profundidad.

## Distribución geográfica
Se encuentra en Namibia, Cape Point (Sudáfrica) y el suroeste del  Atlántico.